# Académie réformée de Gand
L'Académie réformée de Gand est une ancienne université de théologie protestante, fondée en 1577, durant la période de la République de Gand. Elle fut supprimée, en 1584, lors de la conquête de la ville par Alexandre Farnèse.  

## Histoire
Cette première université de Gand réussit en peu de temps à acquérir une importante notoriété internationale. Ses élèves qui adhèrent à une stricte doctrine calviniste, vont ainsi imprimer leur marque religieuse au Nord des Pays-Bas.
Lorsque les Pays-Bas sont réunifiés en 1814, le roi Guillaume Ier des Pays-Bas choisira en souvenir de l'ancienne institution de fonder une nouvelle université d’État, l'Université de Gand.
La Faculté universitaire de théologie protestante de Bruxelles est fondé en 1950 par l'Église protestante unie de Belgique, dans la lignée de l'académie réformée.

## Personnalité
- Petrus Dathenus